# Liudmila Șișova
Liudmila Șișova (n. 1 iunie 1940, Gorki, RSFS Rusă, URSS – d. 21 februarie 2004, Nijni Novgorod, Regiunea Nijni Novgorod, Rusia) a fost o scrimeră ce a reprezentat Uniunea Republicilor Sovietice Socialiste, medaliată olimpică. A participat la 2 ediții ale Jocurilor Olimpice (1960, 1964) în care a câștigat o medalie de aur și o medalie de argint.